# Oca du Pérou

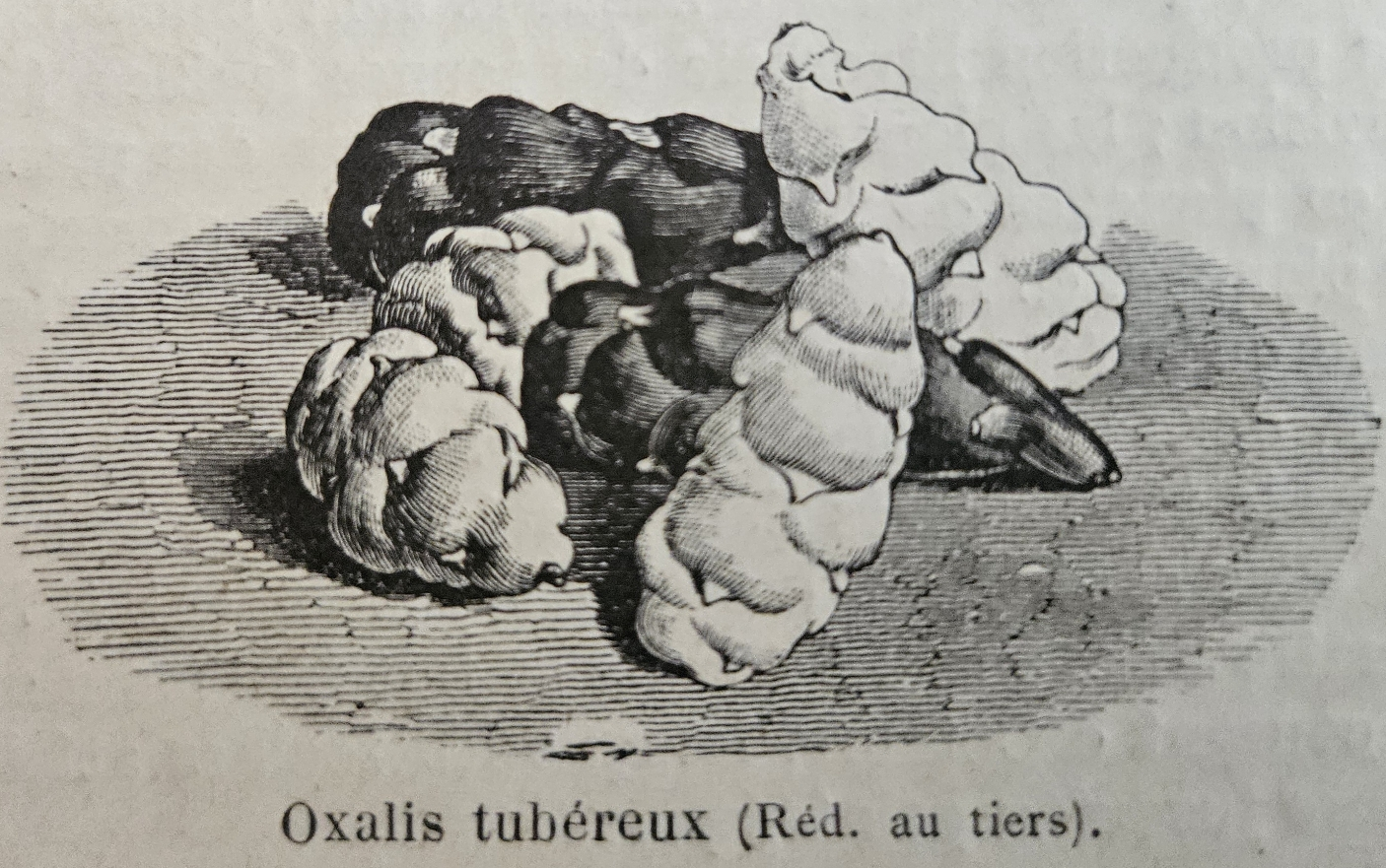
Illustration d'oxalis tubéreux (Oxalis tuberosa subsp. tuberosa) dans Les plantes potagères Vilmorin 1925

Oxalis tuberosa
Espèce
L'oca du Pérou est une plante herbacée du genre des Oxalis de la famille des Oxalidacées. Originaire des plateaux andins où elle est encore cultivée pour son tubercule comestible.

## Nomenclature

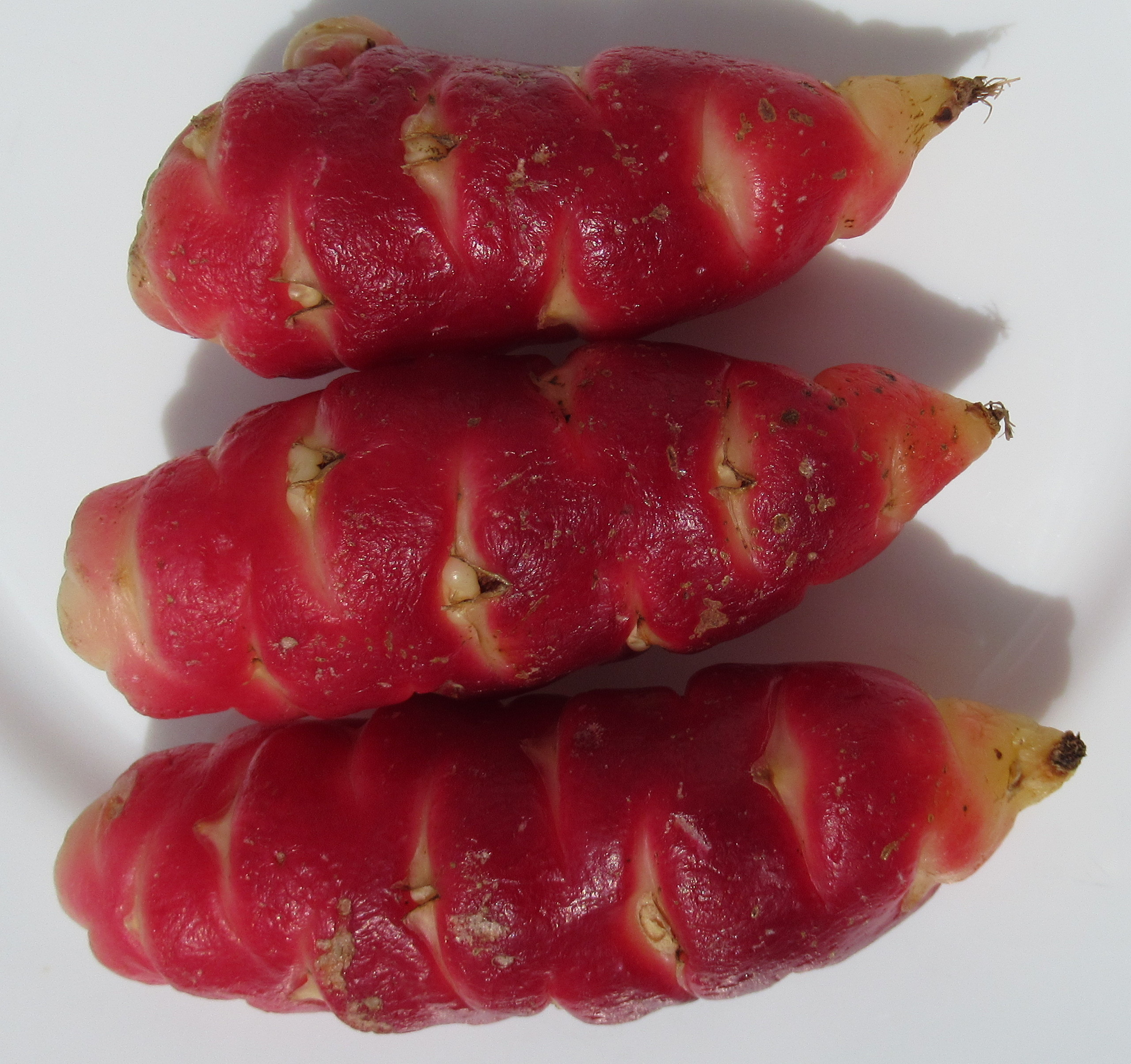
Oca du Pérou.

Nom scientifique : Oxalis tuberosa Molina (synonyme : Oxalis crenata Jacq.), autrefois aussi dénommé Oxalis crenata, par exemple mis pour la première fois sur le marché français, sous ce nom latin, dans le catalogue édité par Vilmorin et son beau-père Pierre Andrieux (botaniste du roi) en 1886.
Noms vernaculaires : oca du Pérou, oca d'Amérique, urelle tubéreuse, truffette acide.

## Origine et histoire
Cette plante a été introduite en Grande-Bretagne vers 1830 et en France vers 1850. Elle a failli remplacer la pomme de terre lors de la grande famine en Irlande, entre 1845 et 1849. On détruisait les récoltes de pommes de terre car la plante était attaquée par le mildiou et à l'époque on ne connaissait pas le traitement à base de cuivre. L'oca du Pérou offrait une alternative intéressante mais peu productive car longue à arriver à maturité. Elle peut se cultiver facilement en régions tempérées. En France sa culture est délaissée au début du XXe siècle.

## Culture

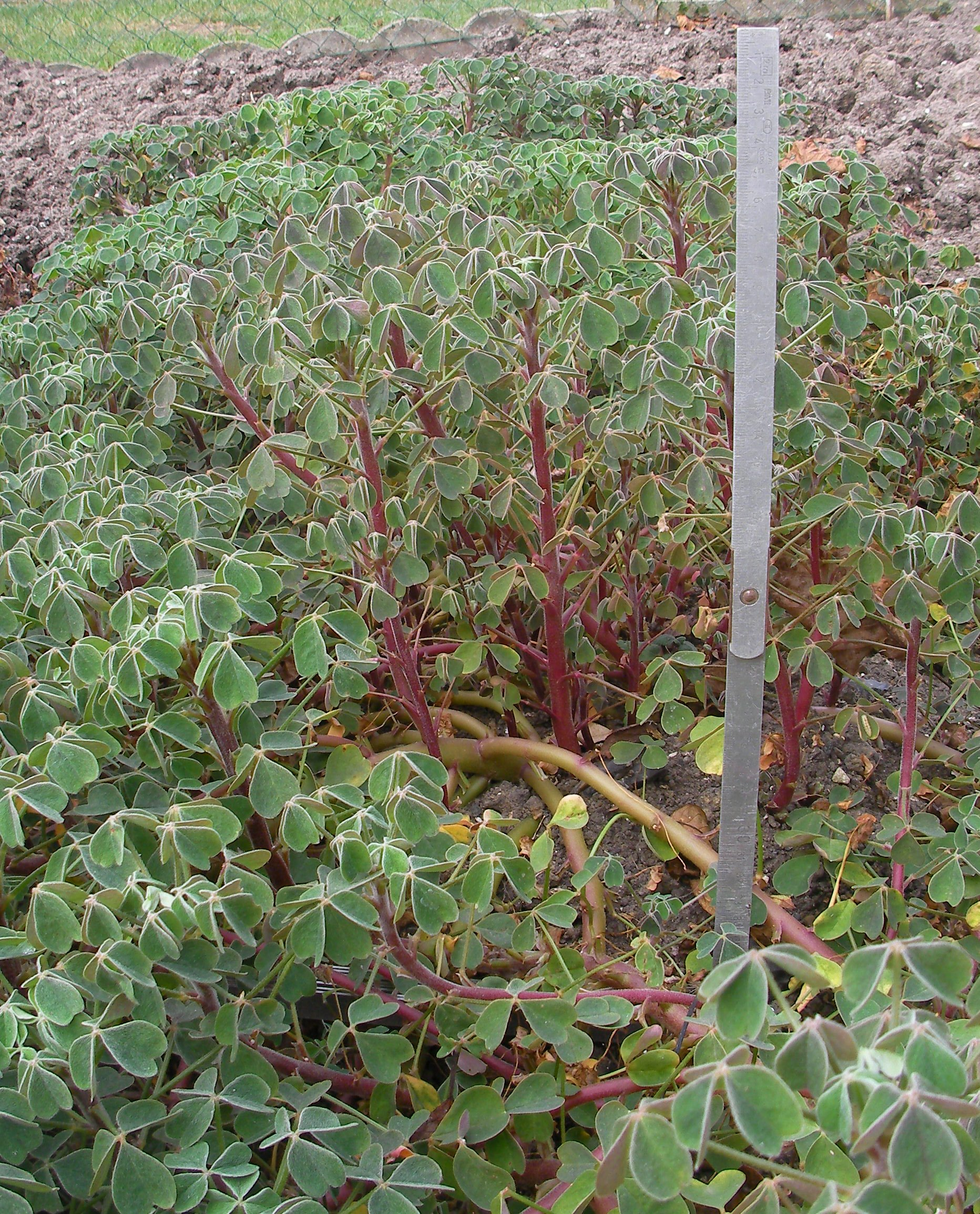
Plants d'ocas du Pérou.

Plante vivace à tiges succulentes, rampantes puis redressées, à feuilles charnues trifoliolées d'un vert brillant dont les fleurs, petites, sont jaune d'or. Floraison estivale. La floraison est sporadique sous nos climats tempérés jusqu'en novembre, la plante n'étant que partiellement fleurie.
Cette plante produit de petits tubercules de la taille d'un œuf de pigeon, sphériques ou ovoïdes, bosselés, de couleur jaune ocre, tirant sur le rose et le rouge chez certaines variétés.

## Description

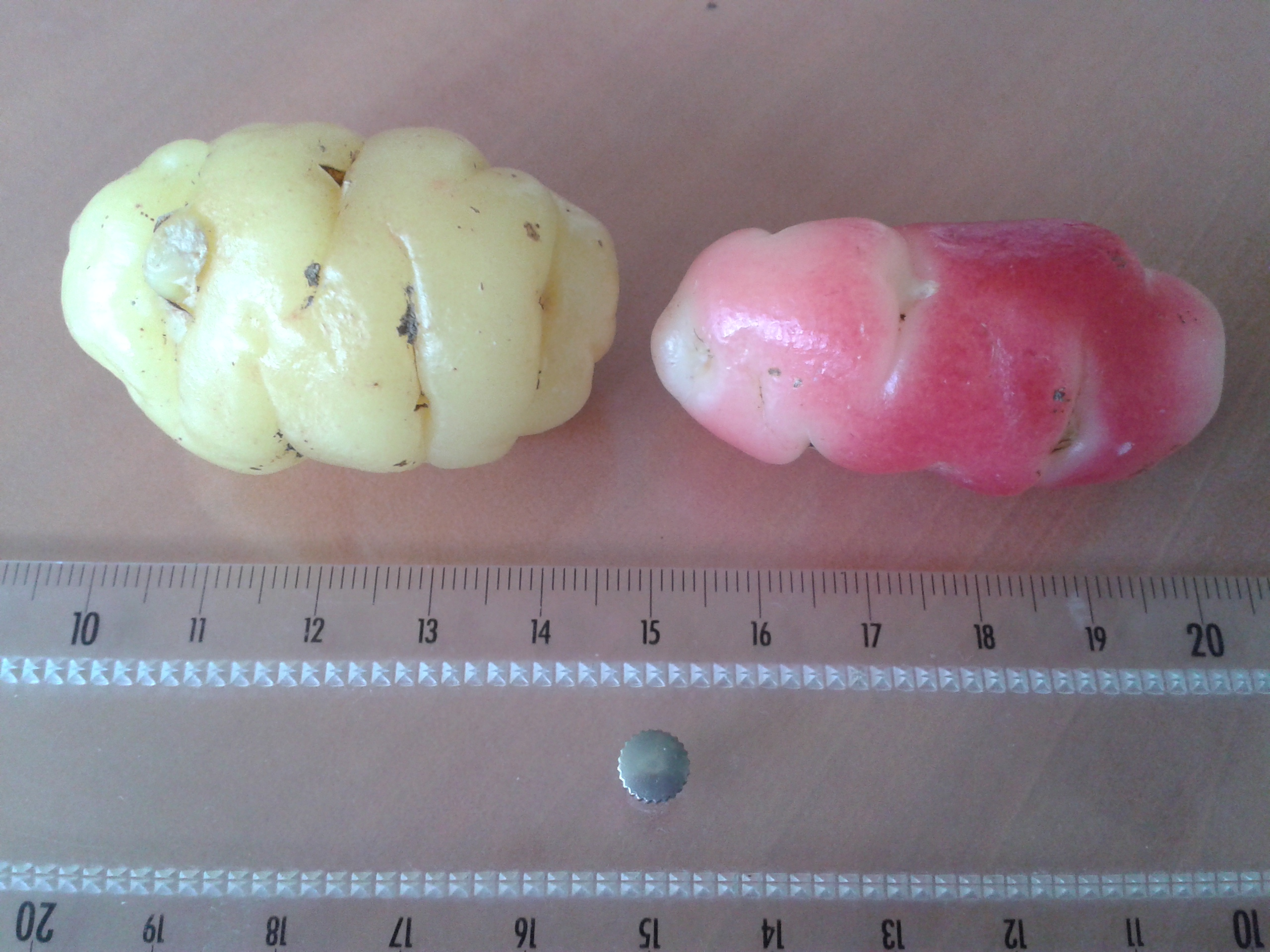
Oca jaune et oca rose.

Il existe plusieurs variétés d'oca, qui se distinguent surtout par la couleur du tubercule.

## Utilisation

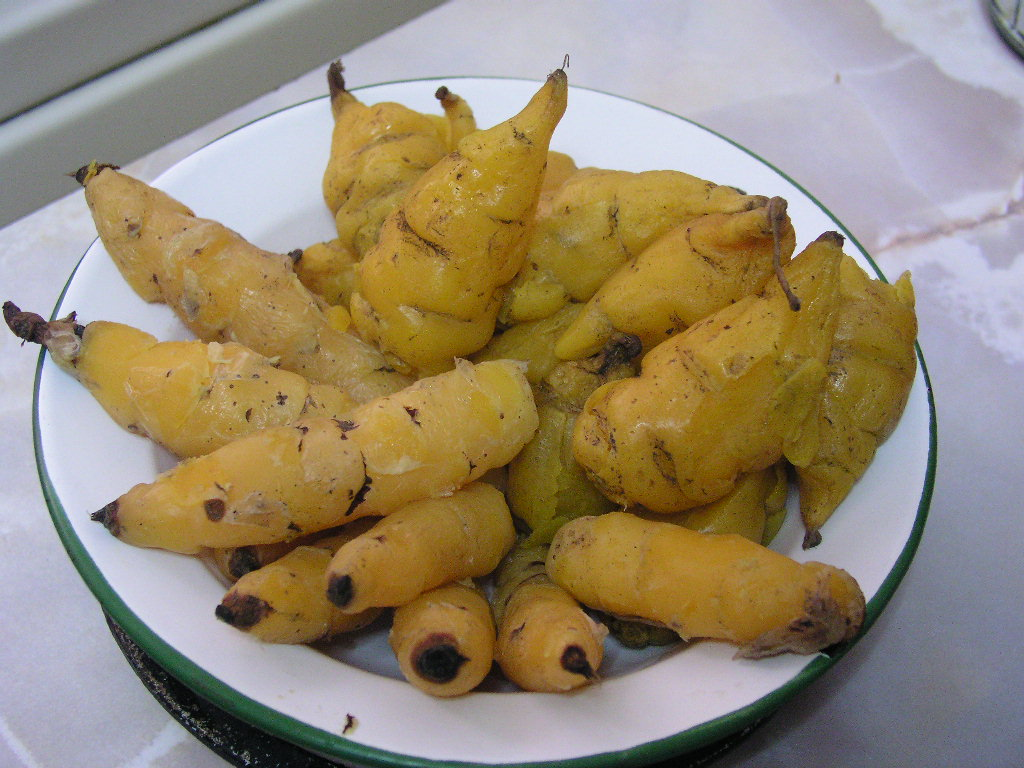
Ocas et mashua cuisinés.

Les tubercules, dont la saveur est voisine de celle de la pomme de terre, mais avec l'acidité de l'oseille en plus, se consomment cuits. On peut les préparer de diverses manières, comme les pommes de terre : cuits à l'eau, frits, sautés, etc. Il est recommandé de les cuire en changeant l'eau pour éliminer le maximum d'acidité.
Les jeunes feuilles peuvent se consommer à la manière de l'oseille.
Comme pour cette dernière, la consommation de l'oca du Pérou est déconseillée aux personnes souffrant de la goutte. Les variétés blanches seraient moins acides que les rouges[réf. nécessaire]. L'exposition des tubercules en alternance au soleil et au gel nocturne, pendant une semaine environ, permet de réduire fortement leur acidité, voire de l'éliminer. Ce procédé, encore pratiqué dans les Andes, est similaire à celui de la préparation de chuno.